# Henry Searle
Henry Searle (Wolverhampton, 29 de marzo de 2006) es un tenista profesional británico.

## Trayectoria
Asiste a la escuela Loughborough Amherst, que se asocia con la Universidad de Loughborough para apoyar a la Academia Nacional de Tenis.Para su debut en Grand Slam, recibió una Wild Card para el Campeonato de Wimbledon 2024.

## Títulos de Grand Slam Júnior

### Individuales: 1 (1 título)
| Resultado | Año  | Torneo    | Superficie | Adversario     | Puntuación |
| --------- | ---- | --------- | ---------- | -------------- | ---------- |
| Ganador   | 2023 | Wimbledon | Hierba     | Yaroslav Demin | 6–4, 6–4   |